# Augnax
Augnax település Franciaországban, Gers megyében. Lakosainak száma 126 fő (2022. január 1.). Augnax Puycasquier, Crastes, Saint-Antonin és Saint-Sauvy községekkel határos.

## Népesség
A település népességének változása:
| Lakosok száma | 72   | 54   | 63   | 75   | 101  | 104  | 109  | 115  | 114  | 126  |
|               | 1968 | 1982 | 1990 | 2006 | 2013 | 2015 | 2017 | 2019 | 2020 | 2022 |